# スンマの戦い
スンマの戦い（スンマのたたかい、瑞：Slaget vid Summa）は、冬戦争の間に起きた戦闘。レニングラード-ヴィープリ間の主要な街スンマ（現在のソルダットスコーイェ付近）とそこを通る道で行われた。

## 概要
ソビエトはスンマ地区に築かれた防衛線を破ることは難しいと考え、10km東部のラハデを攻撃した。目論見通りソビエトはこの地を攻略して、フィンランド軍の保持しているスンマ地域を取り囲む体勢になった。ソビエト軍は包囲の優位性を生かし全面的に攻撃を仕掛けフィンランド軍をすり減らす予定であった。
最初の大きな偵察行動がフィンランドの防衛線に始まった。11日間にわたってすべての戦線が止まり、2月11日には渡って偵察が続いた。
2月12日にはラハデ地区にあったフィンランド防衛線の小さな穴が災いを招いた。ソ連軍はこの隙を突いて襲ってきた。このときマンネルハイム線の多くの場所で兵力の穴が発生していたため、このような話は充分に取り扱われていなかった。しかし、この期に及んで重大さを理解したマンネルハイム将軍は、ヴィープリ北方にいた無傷の第五歩兵師団を反撃の為に前線に送った。この唯一の予備兵はすぐに前線に送られたが、3個連隊のうち1個連隊のみが到着し、残りの2個連隊は多方面に分散した。
最終的に、防衛線の穴ではたった2個大隊のみが反撃、ソ連部隊に反撃した。しかし補強されたソ連の2個連隊を前に反撃も長く続かなかった。この攻撃でフィンランドは多くの死傷者を出し、多くのトーチカが占領され、もはやソ連軍の通過を阻むことはできなかった。ソ連は沈黙を守る努力をした。ソ連軍の戦車大隊はラハデ道の交差点まで進んだ。完全に近い勝利をロシアは手にし、進行を止めた。
多くのフィンランドの中隊は戦力を半分に縮小していた。ある中隊は110名のうち86名を失った。14日から15日にかけてフィンランド軍はスンマ地域からの撤退を始めた。15日の朝、ソ連軍は空になったスンマを100輌の戦車、2個師団で占領した。この午後マンネルハイム将軍は防衛線を放棄し中間線まで退却する命令を出した。翌16日からフィンランド軍は防衛の要であったマンネルハイム線から撤退、戦線を縮小した。これを機にフィンランド軍のカレリヤ地峡での戦線の維持は難しくなるのである。